# Olympische Winterspiele 1952/Ski Alpin – Slalom (Frauen)
Das Slalomrennen der Frauen im alpinen Skisport bei den Olympischen Winterspielen 1952 wurde am 26. Februar am Rødkleiva in der Nähe des Holmenkollen in Oslo ausgetragen.
Der Kurs bestand aus 38 Toren und war 427 Meter lang. Zwischen Start und Ziel gab es eine Höhendifferenz von 180 Metern.
Olympiasiegerin wurde die US-Amerikanerin Andrea Mead-Lawrence, die nach dem ersten Lauf auf Rang 4 lag. Sie kam in diesem Durchgang zu Sturz, doch stand sie bereits einen Augenblick später wieder und fuhr weiter. Alle Österreicherinnen blieben im zweiten Durchgang unter den Leistungen der Spitzengruppe.

## Ergebnisse
| Rang | Stnr. | Athletin             | Nation             | Zeit        | Zeit       | Zeit       |
| Rang | Stnr. | Athletin             | Nation             | Lauf 1      | Lauf 2     | Gesamt     |
| ---- | ----- | -------------------- | ------------------ | ----------- | ---------- | ---------- |
| 1    | 5     | Andrea Mead-Lawrence | Vereinigte Staaten | 1:07,2 min  | 1:03,4 min | 2:10,6 min |
| 2    | 19    | Ossi Reichert        | Deutschland        | 1:06,0 min  | 1:05,4 min | 2:11,4 min |
| 3    | 3     | Annemarie Buchner    | Deutschland        | 1:07,6 min  | 1:05,7 min | 2:13,3 min |
| 4    | 4     | Celina Seghi         | Italien            | 1:06,5 min  | 1:07,3 min | 2:13,8 min |
| 5    | 36    | Imogene Opton        | Vereinigte Staaten | 1:07,4 min  | 1:06,7 min | 2:14,1 min |
| 6    | 7     | Madeleine Berthod    | Schweiz            | 1:06,7 min  | 1:08,2 min | 2:14,9 min |
| 7    | 21    | Marysette Agnel      | Frankreich         | 1:07,5 min  | 1:08,1 min | 2:15,6 min |
| 8    | 8     | Trude Jochum-Beiser  | Österreich         | 1:08,7 min  | 1:07,2 min | 2:15,9 min |
| 9    | 15    | Giuliana Minuzzo     | Italien            | 1:08,0 min  | 1:07,9 min | 2:15,9 min |
| 10   | 11    | Olivia Ausoni        | Schweiz            | 1:07,4 min  | 1:09,6 min | 2:17,0 min |
| 11   | 16    | Borghild Niskin      | Norwegen           | 1:08,7 min  | 1:09,0 min | 2:17,7 min |
| 12   | 1     | Sarah Thomasson      | Schweden           | 1:09,9 min  | 1:08,4 min | 2:18,3 min |
| 13   | 37    | Joanne Hewson        | Kanada             | 1:09,2 min  | 1:10,7 min | 2:19,9 min |
| 14   | 31    | Barbara Grocholska   | Polen              | 1:10,2 min  | 1:10,1 min | 2:20,3 min |
| 15   | 12    | Janette Weston Burr  | Vereinigte Staaten | 1:11,2 min  | 1:09,3 min | 2:20,5 min |
| 16   | 29    | Margareta Jacobsson  | Schweden           | 1:10,4 min  | 1:10,2 min | 2:20,6 min |
| 17   | 25    | Rosi Sailer          | Österreich         | 1:09,3 min  | 1:11,6 min | 2:20,9 min |
| 18   | 34    | Margit Hvammen       | Norwegen           | 1:09,8 min  | 1:11,4 min | 2:21,2 min |
| 19   | 10    | Rhoda Wurtele-Eaves  | Kanada             | 1:12,0 min  | 1:09,9 min | 2:21,9 min |
| 20   | 30    | Kerstin Ahlqvist     | Schweden           | 1:10,8 min  | 1:12,5 min | 2:23,3 min |
| 21   | 2     | Catherine Rodolph    | Vereinigte Staaten | 1:17,6 min  | 1:06,4 min | 2:24,0 min |
| 22   | 13    | Erika Mahringer      | Österreich         | 1:18,6 min  | 1:08,0 min | 2:26,6 min |
| 23   | 26    | Karen-Sofie Styrmoe  | Norwegen           | 1:15,0 min  | 1:12,6 min | 2:27,6 min |
| 24   | 27    | Hilary Laing         | Großbritannien     | 1:13,7 min  | 1:14,2 min | 2:27,9 min |
| 25   | 20    | Edmée Abetel         | Schweiz            | 1:13,9 min  | 1:14,4 min | 2:28,3 min |
| 26   | 28    | Lucile Wheeler       | Kanada             | 1:12,2 min  | 1:16,2 min | 2:28,4 min |
| 27   | 43    | Ingrid Englund       | Schweden           | 1:14,8 min  | 1:13,9 min | 2:28,7 min |
| 28   | 33    | Sheena Mackintosh    | Großbritannien     | 1:16,2 min  | 1:13,2 min | 2:29,4 min |
| 29   | 35    | Ana María Dellai     | Argentinien        | 1:14,4 min  | 1:15,3 min | 2:29,7 min |
| 30   | 40    | Ildikó Szendrődi     | Ungarn             | 1:14,7 min  | 1:15,6 min | 2:30,3 min |
| 31   | 23    | Hannelore Franke     | Deutschland        | 1:20,7 min  | 1:10,1 min | 2:30,8 min |
| 32   | 42    | Teresa Kodelska      | Polen              | 1:14,7 min  | 1:19,0 min | 2:33,7 min |
| 33   | 17    | Tull Gasmann         | Norwegen           | 1:29,4 min  | 1:07,5 min | 2:36,9 min |
| 34   | 41    | Maria Kowalska       | Polen              | 1:30,1 min  | 1:25,5 min | 2:55,6 min |
| 35   | 24    | Marianne Seltsam     | Deutschland        | 1:15,5 min* | 1:50,3 min | 3:05,8 min |
| 36   | 9     | Dagmar Rom           | Österreich         | 1:57,7 min  | 1:10,2 min | 3:07,9 min |
| 37   | 32    | Rosemarie Schutz     | Kanada             | 1:56,7 min  | 1:12,2 min | 3:08,9 min |
|      | 22    | Ida Schöpfer         | Schweiz            | 1:24,3 min  | DSQ        |            |
|      | 6     | Andrée Bermond       | Frankreich         | DSQ         |            |            |
|      | 44    | Annette Johnson      | Neuseeland         | DSQ         |            |            |

* inklusive 5 Sekunden Strafe